# Marcel Triboulet
Pour les articles homonymes, voir Triboulet (homonymie).
Marcel Triboulet est un footballeur international français, né le 26 janvier 1890 à Thieffrans et mort le 30 avril 1939 à Creil. Il évolue au poste d'attaquant au FEC Levallois puis au Racing Club de France du début des années 1910 au milieu des années 1920.
Il compte six sélections pour deux buts inscrits en équipe de France.

## Biographie
Marcel Triboulet naît le 26 janvier 1890 à Thieffrans dans le département de la Haute-Saône. Il rejoint très jeune la région parisienne et fait sa scolarité dans l'école libre à Levallois-Perret où il rencontre Lucien Letailleur et Pierre Chayriguès notamment. Il dispute avec eux de nombreuses parties de football, sur la place de l’église de la ville contre les jeunes de l'école publique, et ce même en infériorité numérique,.
Ailier gauche rapide, doté d'un bon tir, bon dribbleur et bon jongleur, il débute au FEC Levallois en 1910 et, devient, le 23 avril 1911, le premier joueur de cette équipe à devenir international à l'occasion de la rencontre disputée au stade des Charmilles face à la Suisse. Les Français s’inclinent sur le score de cinq buts à deux, Marcel Triboulet étant à l'origine du premier but français marqué par le capitaine Louis Mesnier,. Il est forfait pour la rencontre suivante, disputée à Bruxelles en avril, et perdue sept buts à un contre les Belges.
Début octobre 1911, alors qu'il souhaite aller à Rennes, il rejoint Cholet pour effectuer son service militaire d'une durée de deux ans au 77e régiment d'infanterie. Il joue alors avec le patronage de la Jeune France de Cholet et avec l’Angers Université Club.
Marcel Triboulet connaît sa seconde sélection face aux Belges en janvier 1912. Les deux équipes se séparent sur un match nul un but partout. Il est à l'origine du but français inscrit par Eugène Maës. Il est de nouveau convoqué en sélection en février, pour disputer France-Suisse, alors qu'il est sous les drapeaux. Les militaires ne reconnaissant que l'USFSA mais pas le CFI, il a interdiction de jouer la rencontre. Présent comme spectateur de la rencontre, le public le reconnait et lui demande de jouer car aucun joueur n'était prévu pour le remplacer. Les Français l'emportent quatre buts à un et Triboulet, auteur d'un but, est cité par la presse comme un des meilleurs joueurs sur le terrain,,. Dénoncé, il se voit notifier à son retour à la caserne de huit jours de salle de police qui se transformèrent ensuite en huit jours de prison. Le général commandant le 7e corps d’armée transforma sa sanction en seulement huit jours de salle de police. Cette condamnation le prive cependant du match France-Italie. Prévu pour disputer France-Belgique en février 1913, en tant que joueur de l'Angers UC, il doit renoncer à la suite d'une blessure et est finalement remplacé par Raymond Dubly.
De retour au FEC Levallois, il remporte avec ses coéquipiers le Championnat LFA en inscrivant plus de la moitié des buts de son équipe. Lors du Trophée de France 1914, les Levalloisiens s'inclinent en demi-finale, sur le score de quatre buts à un, face à l'Olympique lillois, champion de l'USFSA et futur vainqueur du Trophée. Il joue également avec la sélection parisienne de la LFA. Le 1er novembre 1913, les Parisiens sont battus, sur le score de cinq buts à zéro, par les Anglais de la London League. Le 4 janvier 1914, la sélection connaît une autre défaite, sur le score de trois buts à zéro, face à la sélection USFSA du Nord, surnommée « Les Lions des Flandres ». Elle partage ensuite les points, un but partout, face à la sélection de Bruxelles, le 15 mars, puis, le 21 mars, est de nouveau battue par la London League, cinq buts à un. Il retrouve, lors de cette même saison, l'équipe de France. Il dispute le 28 février 1914 la rencontre contre le Luxembourg, perdue sur le score de cinq buts à quatre puis, le 31 mai, la rencontre contre la Hongrie, perdue cinq buts à un au stade Üllői úti.
Annoncé début mai 1914 avoir rejoint l'effectif du Racing Club de France, il est ensuite mobilisé et est blessé en octobre durant la Première Guerre mondiale. Il reçoit trois balles dont une dans le poumon. Il rejoue en 1916 avec le Racing. Sous les couleurs du club parisien, il remporte le championnat de Paris USFSA en 1919. Il retrouve la sélection française, le 9 mars 1919, pour son premier match disputé depuis la fin de la guerre. Au stade du Vivier d'Oie, les Belges et les Français se séparent sur un score nul deux buts partout. Un centre de Marcel Triboulet entraîne l'égalisation française par le capitaine Gabriel Hanot. C'est sa dernière sélection avec les « Bleus ». Il apparait une dernière fois dans le groupe France, en 1921 lors de la rencontre contre l'Angleterre amateur, en tant que réserviste. Il joue jusqu'en 1925 avec le RCF où il a pour rôle d'encadrer les jeunes joueurs.
Devenu industriel et installé à Saint-Just-en-Chaussée, il fonde le club local qu'il fait monter en première série de l'Oise et devient adjoint au maire. Il meurt le 30 avril 1939 à l’hôpital de Creil à la suite d'un accident automobile, une collision avec un side-car militaire, survenu à Survilliers,. Enterré le 3 mai dans sa ville de résidence, sa femme se suicide une semaine plus tard.
Le stade et une rue de Saint-Just-en-Chaussée portent son nom.

## Palmarès
Marcel Triboulet remporte avec le FEC Levallois le Championnat LFA en 1914. Sous les couleurs du Racing Club de France, il remporte en 1919 le championnat de Paris USFSA.
Il compte six sélections pour deux buts inscrits en équipe de France de football obtenue de 1911 à 1919.